# حكيم حبيب الرحمن
حكيم حبيب الرحمن (البنغالية: হাকিম হাবিবুর রহমান؛ 23 آذار 1881 – 23 شباط 1947 م) كان طبيبًا وأديبًا وصحفيًا وسياسيًا ومؤرخًا في دكا في أوائل القرن العشرين.
كان رحمن زميلًا مقربًا لنواب السير خواجة سليم الله من عائلة نواب دكا. تظل سجلاته عن دكا، "أسود دكا" و "دكا بانشاس باراس باهلي" ، من المواد المصدرية الأساسية المهمة للباحثين الذين يعملون في دكا. توجد مجموعته الواسعة من المخطوطات والعملات والأسلحة والتحف محفوظة في مكتبة جامعة دكا باسم مجموعة حكيم حبيب الرحمن. يحمل شارع حكيم حبيب الرحمن اسمه بالقرب من مسقط رأسه، شوتو كاترا [الإنجليزية]، وهو معلم بارز في الجزء القديم من دكا.

## الوفاة
توفي حبيب الرحمن في 23 فبراير 1947 في دكا. وفقًا لوصيته، أجرى عبد الوهاب بيرجي [الإنجليزية] جنازته [الإنجليزية].

## قراءة إضافية
- Haque، Enamul (2001). Hakim Habibur Rahman Khan Commemoration Volume (A Collection of Essays on History, Art, Archaeology, Numismatics, Epigraphy and Literature of Bangladesh and Eastern India). Dhaka: The International Centre for Study of Bengal Art. ISBN:984-8140-03-4.